# Heléne Björklund

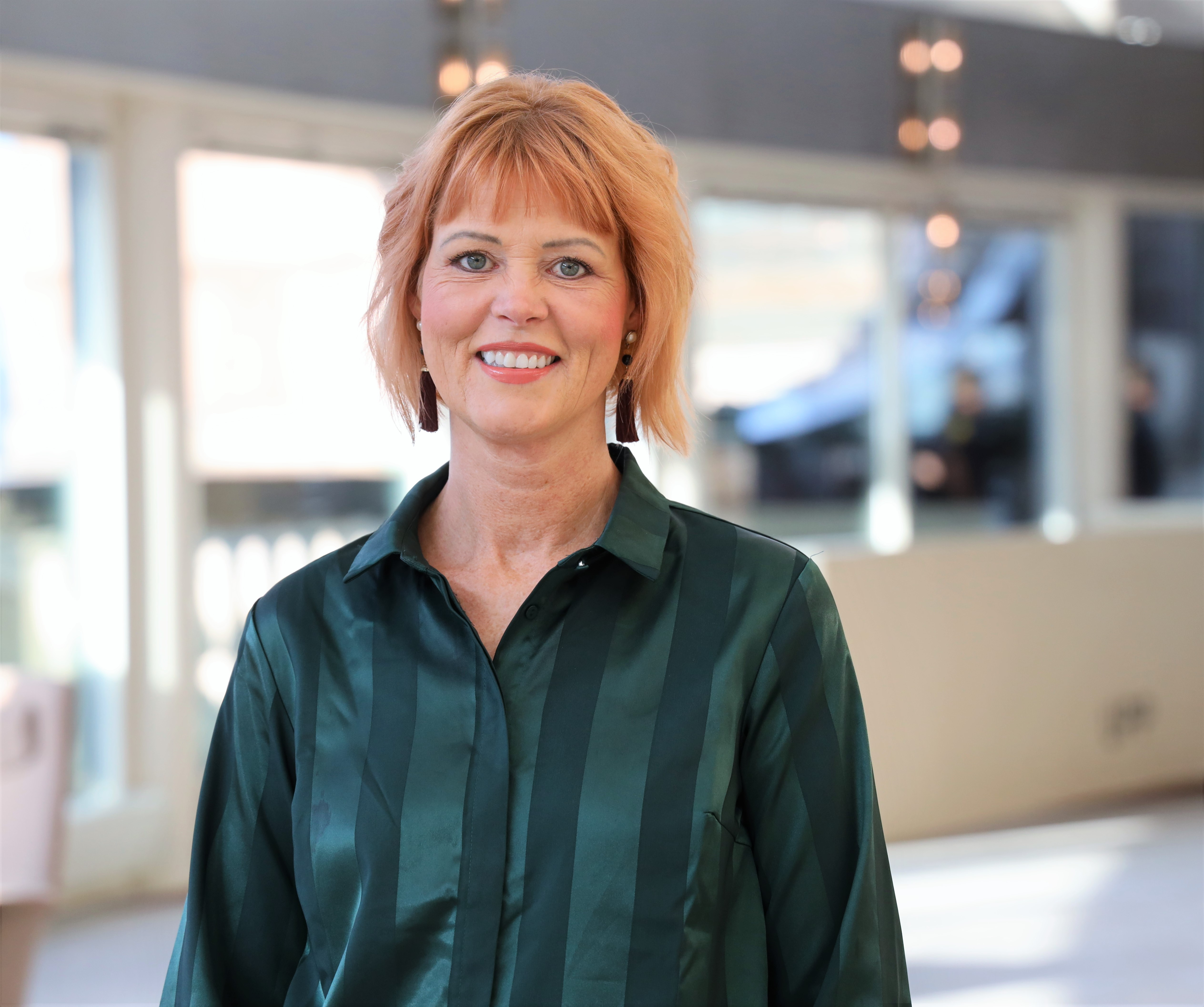
Heléne Björklund (2020)

Heléne Björklund (schwedisch Eva Heléne Björklund, geborene Persson * 29. September 1972) ist eine schwedische Politikerin der Sveriges socialdemokratiska arbetareparti. Sie ist seit 2018 ein Mitglied des Reichstags (Schweden) des Blekinge län Verwaltungsbezirks. Als Abgeordnete gehört sie dem Verteidigungsausschuss an.

## Biografie
Sie war geboren und aufgewachsen in der Gemeinde Sölvesborg. Ihre Eltern sind Gunnar Persson (geb. 1947) und Monica Gadd (geb. 1953). 2021 lebte sie dort mit ihrem Mann Markus Alexandersson und vier Kindern.
Sie absolvierte die Hochschule Kristianstad. Björklund ist Lehrerin von Beruf.

## Politische Karriere
Björklund begann ihre politische Karriere als Kommunalpolitikerin in der Stadtverordnetenversammlung der Gemeinde Sölvesborg. Von 2006 bis 2018 war sie Vorsitzende des Gemeinderates, bis sie zu ihrer Nachfolgerin Louise Erixon 2018 gewählt wurde.
Björklund ist Präsidentin der Sveriges socialdemokratiska arbetareparti im Kreis Blekinge län, wo sie auch Mitglied des Vorstands ist.
Am 2. Juni 2021 übernahm sie die Patenschaft von Sofja Sapega, eine politische Gefangene in Belarus. Im Mai 2022 wurde Sapega zu 6 Jahren Haft verurteilt, im Juni 2023 wurde sie begnadigt.